# Jaroslav Šimonek
Jaroslav Šimonek (1921 – 11. prosince 2004) byl český fotbalista, obránce a záložník. Po skončení aktivní kariéry působil v lize jako trenér.

## Fotbalová kariéra
V československé lize hrál za SK Slezská/OKD Ostrava. Nastoupil ve 154 ligových utkáních a dal 25 gólů.

## Ligová bilance
| Ročník                                     | Zápasy | Góly | Klub                  |
| ------------------------------------------ | ------ | ---- | --------------------- |
| Státní liga 1938/39                        | 4      | 0    | SK Slezská Ostrava    |
| Národní liga 1939/40                       | 21     | 11   | SK Slezská Ostrava    |
| Národní liga 1943/44                       | 9      | 1    | SK Slezská Ostrava    |
| Státní liga 1946/47                        | 21     | 5    | SK Slezská Ostrava    |
| Státní liga 1947/48                        | 14     | 5    | SK Slezská Ostrava    |
| Státní liga 1948                           | 13     | 0    | SK Slezská Ostrava    |
| Celostátní československé mistrovství 1949 | 26     | 1    | Sokol Trojice Ostrava |
| Mistrovství československé republiky 1951  | 23     | 0    | OKD Ostrava           |
| Mistrovství československé republiky 1952  | 16     | 1    | OKD Ostrava           |
| Přebor československé republiky 1953       | 5      | 1    | OKD Ostrava           |
| Přebor československé republiky 1954       | 4      | 1    | OKD Ostrava           |
| CELKEM 1. liga                             | 156    | 25   |                       |

## Trenérská kariéra
Jako trenér vedl v lize Baník Ostrava (v letech 1951-1952 jako hrajicí trenér), Baník Kladno, Spartak Praha Sokolovo a znovu Baník Ostrava.